# FC Rogachev
El FC Rogachev (en bielorruso: ФК Рагачоў, en ruso: ФК Рогачев) es un equipo de fútbol con sede de Rahachóu, Bielorrusia. El club también es conocido como FC Maxline Rogachev debido a un acuerdo de patrocinio con la empresa de apuestas deportivas. En la temporada 2022 había obtenido el derecho de formar parte de la Liga Premier de Bielorrusia desde el 2023, sin embargo su licencia fue rechazada por lo que permaneció en la Primera Liga, segunda división del fútbol profesional del país.

## Historia
El equipo se fundó en 1983 como Avtomobilist Rogachev y pasó a llamarse KSM Rogachev el año siguiente. Desde su fundación y hasta la disolución de la Unión Soviética, el equipo jugó en la Liga SSR de Bielorrusia. En 1988, pasaron a llamarse Dnepr Rogachev.
En 1992, el equipo se unió a la recién creada Segunda Liga de Bielorrusia, donde pasó las siguientes seis temporadas. Después de la exitosa temporada de 1996, el Dnepr ascendió a la Primera Liga. En 1998, se les cambió el nombre a FC Rogachev, en 2001, después de asociarse con la academia de fútbol local, a Rogachev-DUSSh-1 y finalmente a Dnepr-DUSSh-1 Rogachev en 2002.
El equipo pasó nueve temporadas en Primera Liga hasta que terminó en el último lugar (16) en 2005 y descendió a Segunda Liga. Sin embargo, debido a problemas financieros, el equipo se disolvió a principios de 2006.
Entre 2007 y 2013, el equipo amateur que representa a Rogachev jugó en la Liga de Gomel Oblast. En 2014, el equipo se reformó como MKK-Dnepr Rogachev y se reincorporó a la Segunda Liga, antes de volver al nombre clásico Dnepr Rogachev en 2015. Desde 2021, el equipo se desempeñó como BK Maxline Rogachev debido a un acuerdo de patrocinio y se renombró con el actual en ese mismo año manteniendo a la vez el nombre por el patrocinio.
En la temporada 2022 terminó 4° de la Primera Liga, pero debido a que hay un filial jugó el playoff de promoción y descenso contra el Arsenal Dzerzhinsk, por lo que en el playoff ganaron en global de 5:4 logrando el ascenso a la Liga Premier de Bielorrusia por primera vez en su historia.

## Demoninaciones
- Avtomobilist Rogachev (1983)
- KSM Rogachev (1984-1987)
- FC Dnepr Rogachev (1988-1997)
- FC Rogachev (1998-2000)
- FC Rogachev-DUSSh-1 (2001)
- FC Dnepr-DUSSh-1 Rogachev (2002-2005)
- MKK-Dnepr Rogachev (2014)
- FC Dnepr Rogachev (2015-2020)
- FC Rogachev (2021-Act.)